# Michiel Huisman
Michiel Huisman (Amstelveen, 18 juli 1981) is een Nederlands acteur en muzikant.
Huisman speelde in de Nederlandse band Fontane, die onder andere de muziek maakte voor de films Costa!, Volle maan en Uitgesloten. Nadat een aantal leden uit de band stapten, hebben de overige leden besloten verder te gaan onder de naam Michiel Huisman. Onder deze naam hebben zij het album Luchtige Verhalen uitgebracht. Hierop staan onder andere de singles Geef Je Over en Deel Van Mij.
Na rollen in verschillende Nederlandse films en televisieseries verschijnt Huisman in 2010 in de Amerikaanse HBO-serie Treme. Hij speelde hierin gedurende alle vier seizoenen de rol van Sonny, een Amsterdammer die naar New Orleans is vertrokken om daar met zijn vriendin Annie als straatmuzikanten de kost te verdienen. In 2014 kreeg Huisman een terugkerende gastrol in seizoen 2 en 3 van de Canadese televisieserie Orphan Black als Cal Morrison, een ruig, vindingrijk buitenmens. In de serie Game of Thrones nam hij eveneens in 2014 de rol van Daario Naharis over. In 2015 is hij te zien in de film The age of Adaline. Hij speelt hier als Ellis Jones, met als tegenspeelster Blake Lively. Tevens is hij te zien in de countryserie Nashville, als producer/gitarist Liam McGuinnis.
Hij is getrouwd met actrice Tara Elders en op 9 juni 2007 kregen zij een dochter. Huisman en Elders zijn samen te zien in de korte film Funny Dewdrop uit 2007, geregisseerd door Dick Tuinder. Huismans jongere broer Dustin is een voormalig betaald voetballer.

## Filmografie
- Biblioteca Nacional de España: XX5288241
- Bibliothèque nationale de France: cb16257490z (data)
- Gemeinsame Normdatei: 143575252
- International Standard Name Identifier: 0000 0001 1458 5837
- Library of Congress Control Number: no2008070807
- MusicBrainz: 5d4bae83-370b-42a1-b686-37aa37953c1b
- Nationale Bibliotheek van Tsjechië: xx0202173
- Nederlandse Thesaurus van Auteursnamen: 273382438
- Système universitaire de documentation: 171896467
- Virtual International Authority File: 164850032
- WorldCat: E39PBJmDmcr6MJRbhcxc3TC84q